# HMS Exmoor (L61)
«Ексмур» (L61) (англ. HMS Exmoor (L61) — військовий корабель, ескортний міноносець типу «Хант» підтипу «I» Королівського військово-морського флоту Великої Британії за часів Другої світової війни.
«Ексмур» був закладений 22 серпня 1940 року на верфі компанії Vickers-Armstrongs, Тайнсайд. 5 лютого 1942 року увійшов до складу Королівських ВМС Великої Британії.